# 江端兄弟
江端兄弟（えばたきょうだい、1967年12月12日 - ）とは、1980年代にジャニーズ事務所に在籍し、テレビドラマなどで活躍していた双子の兄弟に対する“俗称”である。正式なグループ名という訳ではない。
北海道札幌市生まれ、東京都三多摩育ち、血液型O型。

## プロフィール
- 江端郁己 （えばた いくみ）兄
  - 当時よく名前を“郁巳”と誤表記される事が多かった。
- 江端郁世 （えばた いくよ）弟

## ジャニーズ時代の参加ユニット
- 三多摩新鮮組
- Mr.ミュージック （兄の郁己のみ）
- 少年忍者

## 人物・来歴
- 弟の郁世が中学3年生の時、交際していた女性がジャニーズ事務所に郁世の履歴書を送った。そしてオーディションに呼ばれた際、付き添いで行った兄の郁己も一緒に、事務所の社長・ジャニー喜多川にスカウトされる。
- 1983年11月4日、月曜ドラマランド『どっきり双子先生・乙女学園男子部』（フジテレビ）にて共にドラマデビュー。
- 1986年、日本テレビのバラエティ番組『アイドル花組おとこ組』では、芳本美代子のバックダンサーも務めた。
- どちらかが、小平市内の都立高校から東京都立荻窪高等学校の定時制へと転校した。
- 弟の郁世は1990年代後半に、荒川区西日暮里にあった『ミュー』というプロダクションにて、専属のダンス講師をしていた。更にその後は、大阪市此花区の『オフィスユウジ』というプロダクションに所属し、『新・部長刑事　アーバンポリス24』や時代劇などに出演していた。

## 主な出演作品

### テレビドラマ
- 月曜ドラマランド『どっきり双子先生・乙女学園男子部』 シリーズ全8回（1983年 - 1984年、フジテレビ）
- 月曜ドラマランド『乙女学園すみれ寮』 シリーズ全4回（1984年、フジテレビ）
- 気になるあいつ （1984年、日本テレビ）
- 東中学3年5組 （兄の郁己のみ）（1984年10月12日 - 12月21日、TBS） - 植村等 役
- 毎度おさわがせします （第1シリーズに弟の郁世のみ）（1985年1月 - 3月、TBS） - 佐野倉良太 役
- ガンコおやじに敬礼! （弟の郁世のみ）（1985年、TBS） - 岩倉邦彦 役
- 花の女子校 聖カトレア学園 (（途中加入し、彼らのために翌週分のタイトルから“女子校”が取れる）（1985年、テレビ東京）
- 妻たちの課外授業II （弟の郁世のみ、第9話・第12話に出演）（1986年、日本テレビ）
- 新・熱中時代宣言 （弟の郁世のみ）（1986年、日本テレビ） - 若松圭太 役
- 必殺仕事人V・旋風編 第13話「主水、化粧をする」（弟の郁世のみ）（1987年2月27日、朝日放送） - 今千之丞 役
- 名奉行遠山の金さん 第2シリーズ第17話「富くじに踊らされた悪女」（兄の郁己のみ）（1989年10月19日、テレビ朝日） - 三次 役
- 直木賞作家サスペンス「会長の遺産」 （兄の郁己のみ）（1990年1月15日、関西テレビ） - ヤスオ 役
- 名奉行遠山の金さん 第3シリーズ スペシャル「美女の陰謀!関八州あばれ旅」（兄の郁己のみ）（1990年12月27日、テレビ朝日） - 蝮の権三 役
- あばれ八州御用旅 第2シリーズ第14話「炎の地獄に見た人情」（兄の郁己のみ）（1991年、テレビ東京） - 長次 役
- 怪奇千夜一夜物語 第8話「となりの女」（弟の郁世のみ）（1991年6月15日、TBS） - 主演・西川 役
- 新・部長刑事　アーバンポリス24（弟の郁世のみ）（ABC）

### 映画
- あいつとララバイ （1983年、東宝）エキストラ出演
- 首領になった男 （1991年、東映）郁己のみ出演

### 舞台・ミュージカル
- ミュージカル『愛の妖精ファデット』
- ミュージカル・アドベンチャー『ザ・サスケ』／ヒット・パレード （1985年4月 - 5月、梅田コマ劇場）
- 少年隊ミュージカル 『PLAYZONE／ミステリー』 （1986年7月 - 8月、青山劇場・大阪フェスティバルホール） 兄の郁己のみ「少年忍者」のメンバーとして出演。
- 少年隊ミュージカル 『PLAY ZONE'87／TIME・19』 （1987年7月 - 8月、青山劇場・大阪フェスティバルホール）
- 近藤真彦公演 『坊っちゃん／夏・オン・ステージ』 （1987年8月、大阪・新歌舞伎座） 兄の郁己だけが生徒役で出演。坊主頭にして役に挑んだ。